# Margalida Tomàs i Vidal
Margalida Tomàs i Vidal (Palma, Mallorca, 1950) és una historiadora de la literatura i professora d'educació secundària balear.
Cursà els estudis de filologia catalana i es llicencià el 1972 per la Universitat de Barcelona, és catedràtica d'Institut de Llengua i Literatura Catalanes, especialista en la literatura dels segles XIX i XX. Dins de la seva producció literària es troben obres com Marià Aguiló (1984) o La trajectòria intel·lectual de Maria Antònia Salvà (1991). A banda, ha tingut cura de l'edició de l'Obra poètica de Ramon Picó i Campamar (1983), dels Discursos i parlaments de Ramon Picó i Campamar (1985), de l'Obra en prosa de Marià Aguiló (1988) i de {La Jove Catalunya: antologia (1992). També ha estat coordinadora de la revista “Randa”. L'any 2018 ingressà a la Reial Acadèmia de Bones Lletres de Barcelona amb un discurs de recepció sobre L'Acadèmia de Bones Lletres als anys cinquanta del segle XIX.